# Zarębice (gromada)
Zarębice – dawna gromada, czyli najmniejsza jednostka podziału terytorialnego Polskiej Rzeczypospolitej Ludowej w latach 1954–1972.
Gromady, z gromadzkimi radami narodowymi (GRN) jako organami władzy najniższego stopnia na wsi, funkcjonowały od reformy reorganizującej administrację wiejską przeprowadzonej jesienią 1954 do momentu ich zniesienia z dniem 1 stycznia 1973, tym samym wypierając organizację gminną w latach 1954–1972.
Gromadę Zarębice z siedzibą GRN w Zarębicach utworzono – jako jedną z 8759 gromad na obszarze Polski – w powiecie częstochowskim w woj. stalinogrodzkim, na mocy uchwały nr 17/54 WRN w Stalinogrodzie z dnia 5 października 1954. W skład jednostki weszły obszary dotychczasowych gromad Bolesławów i Zarębice oraz wieś Stanisławów z dotychczasowej gromady Przyrów ze zniesionej gminy Przyrów w tymże powiecie, a także uroczysko Wygwizdów z Nadleśnictwa Julianka. Dla gromady ustalono 9 członków gromadzkiej rady narodowej.
20 grudnia 1956 województwo stalinogrodzkie przemianowano (z powrotem) na katowickie.
1 stycznia 1958 gromadę zniesiono, a jej obszar włączono do gromady Przyrów w tymże powiecie.
Uwaga: Nie mylić z gromadą Zrębice w powiecie częstochowskim.